# Мануел Маркес Стърлинг
Мануел Маркес Стърлинг (на испански: Manuel Márquez Sterling) е временен президент на Куба, заемайки този пост шест часа.

## Биография
В статия, публикувана от "Bohemia" през декември 1934 г. (в резултат на смъртта му), Стърлинг е признат за спасяването на живота на мексиканския президент Франсиско Мадеро, когато последният се укрива от властите на тогавашния мексикански президент Порфирио Диас, по време на началните събития от Мексиканската революция.
Участва в Кубинската освободителна война и заминава във Вашингтон през 1901 г. като член на кубинската мисия, за да протестира срещу поправката на Плат. След журналистическа кариера дълги години е на дипломатическа служба. Подава оставка като посланик в Мексико през 1932 г. след разногласия с Херардо Мачадо. По-късно става посланик в САЩ под председателството на Карлос Мануел де Сеспедес Кесада, действа като кубински представител при президентството на Рамон Грау и също действа като кубински посланик при президентството на Мендиета.
Женен за братовчедка си Мерседес Маркес Стърлинг Сибуро. Чичо е на Карлос Маркес Стърлинг.